# Ernst-Bloch-Gesellschaft
Die Ernst-Bloch-Gesellschaft e. V. ist ein eingetragener Verein, der sich primär die Verbreitung und Förderung des Werkes von Ernst Bloch und darüber hinaus Erforschung und Förderung des Bezugs seiner Philosophie auf das heutige Denken zum Ziel gesetzt hat.

## Geschichte
Die Gesellschaft wurde im Dezember 1986 im Ludwigshafener Rathaus gegründet, Schirmherrin war Blochs Witwe Karola Bloch. Sie hat ihren Sitz ebenfalls in Ludwigshafen am Rhein, der Geburtsstadt Ernst Blochs, in der auch das Ernst-Bloch-Zentrum angesiedelt ist. Gründungsmitglied war unter anderen der Philosoph Roland Bothner (* 1953). Ehrenpräsident der Gesellschaft war der Philosoph Burghart Schmidt, der von 1986 bis 2006 ihr Präsident war.